# Oonops balanus
Oonops balanus là một loài nhện trong họ Oonopidae.
Loài này thuộc chi Oonops. Oonops balanus được Arthur M. Chickering miêu tả năm 1971.